# Escrime aux Jeux paralympiques d'été de 1968
Navigation
Tokyo 1964 Heidelberg 1972
La compétition d'escrime des Jeux paralympiques d'été de 1968 se déroulent dans la ville de Tel Aviv. Dix épreuves y sont organisées.

## Résultats

### Podiums masculins
| Épreuves            | Or                                                                                  | Argent                                                    | Bronze                    |
| ------------------- | ----------------------------------------------------------------------------------- | --------------------------------------------------------- | ------------------------- |
| Épée individuel     | Roberto Marson (ITA)                                                                | Vittorio Loi (ITA)                                        | Serge Bec (FRA)           |
| Épée par équipes    | France Serge Bec Aimé Planchon Pierre Prestat                                       | Italie Roberto Marson Vittorio Loi Franco Rossi           | Grande-Bretagne           |
| Fleuret novices     | Hans-Joachim Böhm (FRG)                                                             | Sasson Aharoni (ISR)                                      | Willi Schneider (FRG)     |
| Fleuret individuel  | Roberto Marson (ITA)                                                                | Vittorio Loi (ITA)                                        | Giuliano Koten (ITA)      |
| Fleuret par équipes | Italie Giovanni Ferraris Vittorio Loi Roberto Marson Franco Rossi Germano Zanarotto | France Serge Bec Aimé Planchon Pierre Prestat             | Grande-Bretagne           |
| Sabre individuel    | Roberto Marson (ITA)                                                                | Serge Bec (FRA)                                           | Wilfred van Brauene (BEL) |
| Sabre par équipes   | France Serge Bec Aimé Planchon Roger Schuh                                          | Italie Giovanni Ferraris Roberto Marson Germano Zanarotto | Israël                    |

### Podiums féminins
| Épreuves            | Or                            | Argent                                                                   | Bronze                                            |
| ------------------- | ----------------------------- | ------------------------------------------------------------------------ | ------------------------------------------------- |
| Fleuret novices     | Shoshana Sharabi (ISR)        | Françoise Pequin Le Doze (FRA)                                           | Ayala Malchan (ISR)                               |
| Fleuret individuel  | Monique Delattre-Siclis (FRA) | Elena Monaco (ITA)                                                       | Haynes (GBR)                                      |
| Fleuret par équipes | Grande-Bretagne               | France Sylviane Guesnon Françoise Pequin Le Doze Monique Delattre-Siclis | Italie Elena Monaco Gabriella Monaco Irene Monaco |

### Tableau des médailles
| Rang  | Nation               | Or | Argent | Bronze | Total |
| ----- | -------------------- | -- | ------ | ------ | ----- |
| 1     | Italie               | 4  | 5      | 2      | 11    |
| 2     | France               | 3  | 4      | 1      | 8     |
| 3     | Israël               | 1  | 1      | 2      | 4     |
| 4     | Grande-Bretagne      | 1  | 0      | 3      | 4     |
| 5     | Allemagne de l'Ouest | 1  | 0      | 1      | 2     |
| 6     | Belgique             | 0  | 0      | 1      | 1     |
| Total | Total                | 10 | 10     | 10     | 30    |